# Gaius Papirius Carbo (Prätor 168 v. Chr.)
Gaius Papirius Carbo war ein im 2. Jahrhundert v. Chr. lebender römischer Politiker. 168 v. Chr. übte er das Amt des Praetor peregrinus („Fremdenprätor“) aus.

## Leben
Carbo gehörte der bedeutenden altrömischen Familie der Papirier an, und zwar dem Zweig der Papirii Carbones, als dessen erster Vertreter er eine der höheren Staatswürden erlangte. Für das Jahr 168 v. Chr. wurde er zum Prätor gewählt und erhielt durch das Los die Verwaltung der Provinz Sardinien übertragen. Nachdem die übrigen Prätoren in die ihnen zugeteilten Provinzen abgegangen waren, beauftragte der Senat aber Carbo, das Amt des Praetor peregrinus zu übernehmen und somit Recht zwischen römischen Bürgern und Fremden zu sprechen. Lucius Anicius Gallus, der eigentlich mit der Fremdenprätur betraut worden war, hatte nämlich inzwischen den Befehl bekommen, sich nach Illyrien zu begeben; dort sollte er den Krieg gegen König Genthios führen, der sich mit dem gegen Rom kämpfenden Makedonenherrscher Perseus verbündet hatte. Infolgedessen blieb Carbo in Rom und wirkte dort anstelle des Gallus als Praetor peregrinus. In Sardinien übte währenddessen wohl Publius Fonteius Capito, der im Vorjahr 169 v. Chr. zum Prätor dieser Insel bestimmt worden war, weiterhin die Administration aus.
Über Carbos weiteres Leben ist nichts bekannt.